# 陕西省考古研究院
陕西省考古研究所是中国陕西省官方設立的考古研究所。陕西省考古研究所始建于1958年9月，前身为“中国科学院陕西分院考古研究所”。 1963年，研究所隶属於陕西省社会科学院，后更名为“陕西省考古研究所”。 1970年1月，陕西省考古研究所、陕西省文物管理委员会并入陕西省博物馆。 1978年10月，文化大革命結束後，中共陕西省委办公厅批准恢复陕西省考古研究所。 1984年起隶属陕西省文物局。 2006年12月更名为陕西省考古研究院。陕西省考古研究院文物庫收藏了從舊石器時代起的14萬件文物標本。後來當局在陕西省考古研究院的研究成果上建立了陝西考古博物館，陕西考古博物馆位于西安市长安区，於2022年4月28日对公众開放。

## 外部鏈接
- 官方网站 （中文）